# Тамариск французький
Тамариск французький (Tamarix gallica) — вид гвоздикоцвітих рослин родини тамариксових (Tamaricaceae). лат. Tamarix — латинська назва цієї рослини походить від річки Tamaris в Іспанії. лат. gallica — посилання на Францію.

## Морфологія
Це чагарник або невелике дерево 2–8 метрів у висоту з темно-червоно-коричневою корою; має довгі гнучкі міцні гілки, молоді блискучі й голі. Листки яйцювато-гострі, дуже дрібні, 1,5–4 мм, тьмяно-зелені. Білі або блідо-рожеві квіти згруповані у товстих циліндричних штирях довжиною 3 до 6 см на річних гілках. Вони мають 5 пелюсток від 2 до 3,5 мм в довжину і 5 тичинок. Плоди — яйцеподібні капсули довжиною від 3 до 4 міліметрів і містять кілька насінин. Насіння має довгі, перисті волоски й поширюється вітром.

## Поширення
Батьківщина. Південна Європа: Італія; Франція; Іспанія.
Натуралізований. Об'єднане Королівство; Сполучені Штати.
Вид зростає в гарячому кліматі Середземномор'я. Населяють піски, прибережні лагуни, ростуть уздовж річок і струмків.

## Використання
Вид культивується. Деревина високо цінується як паливо. Рослина дуже підходять для укріплення дюн і берегів річок.

## Галерея

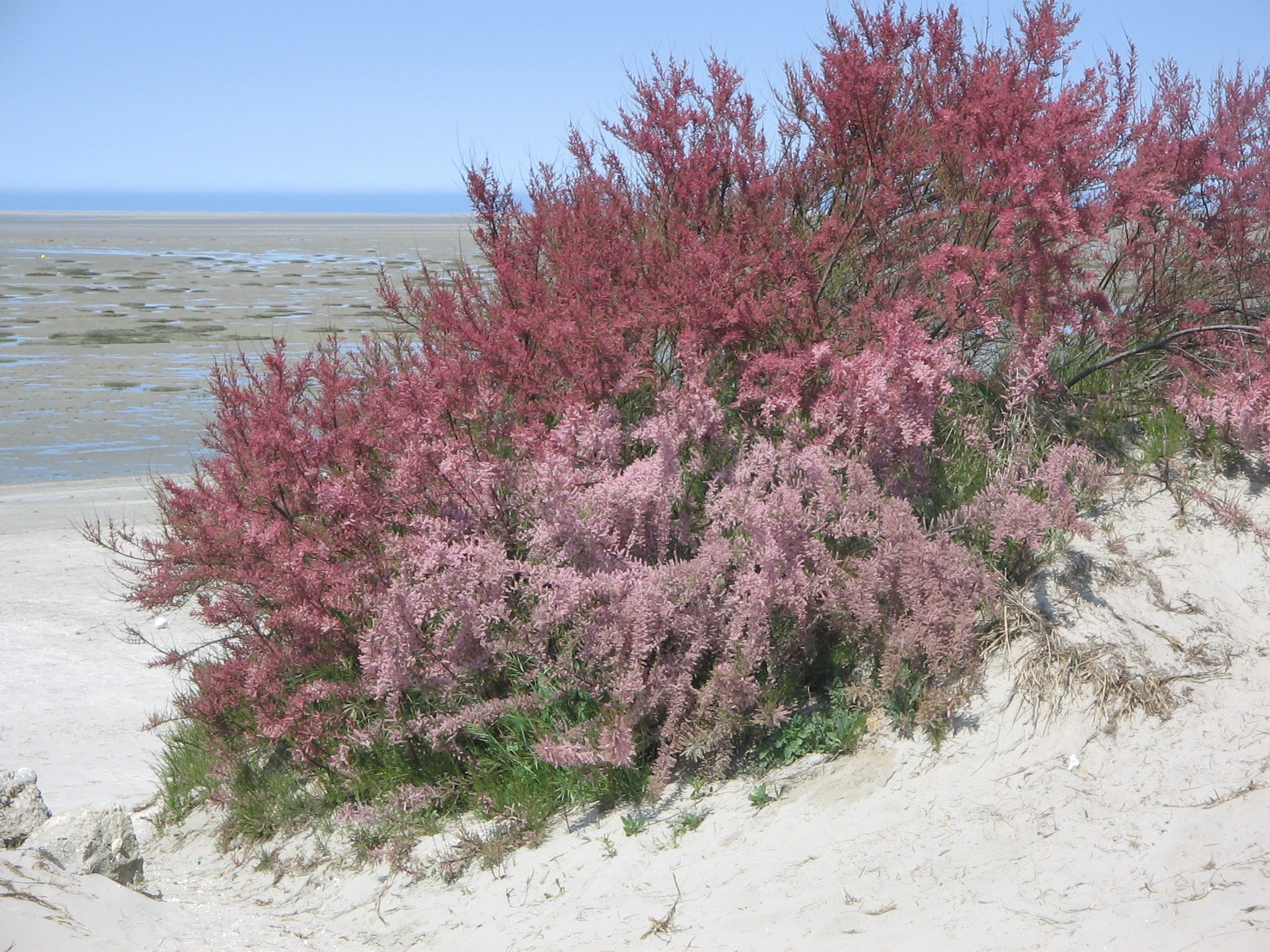
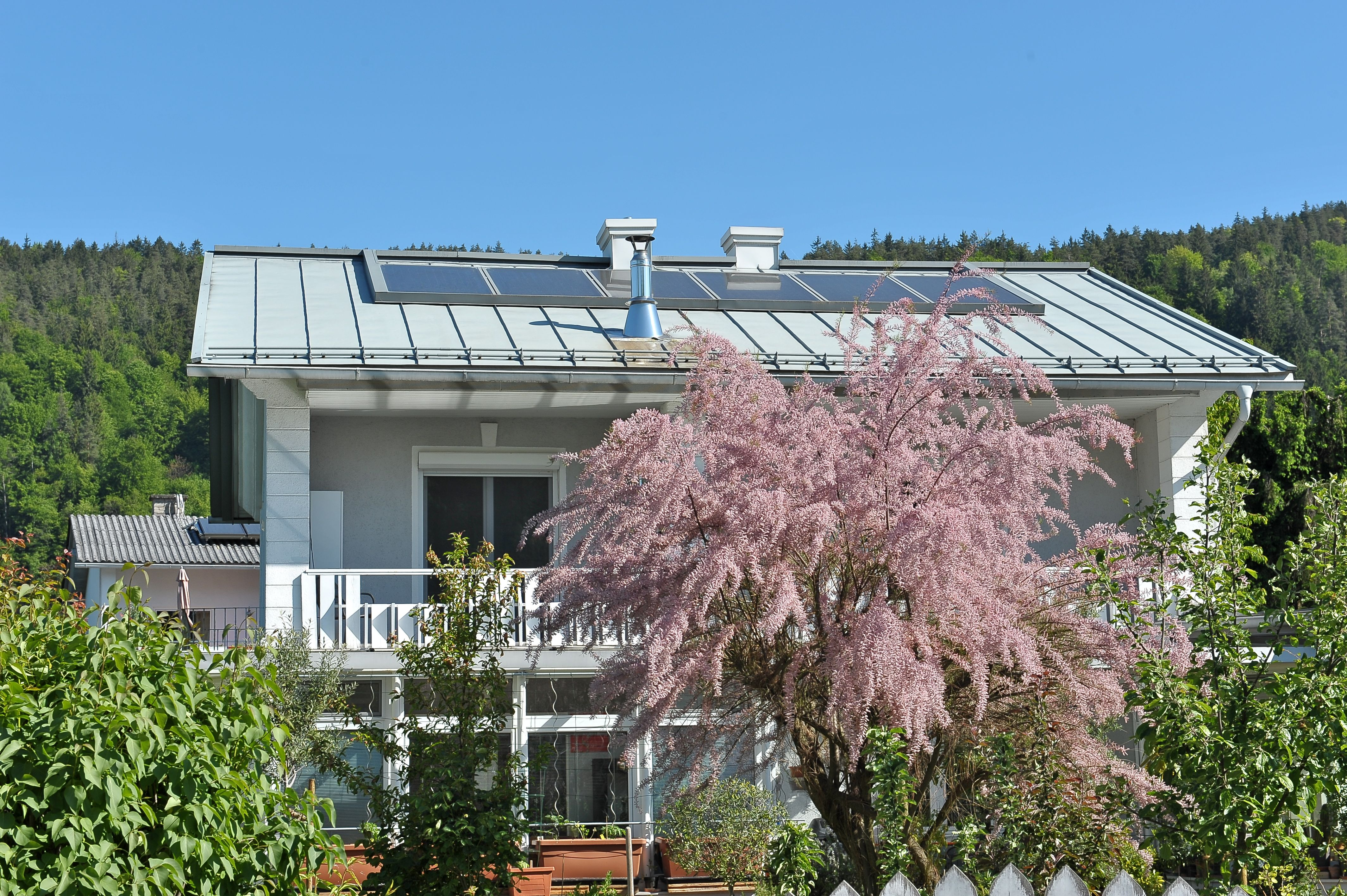
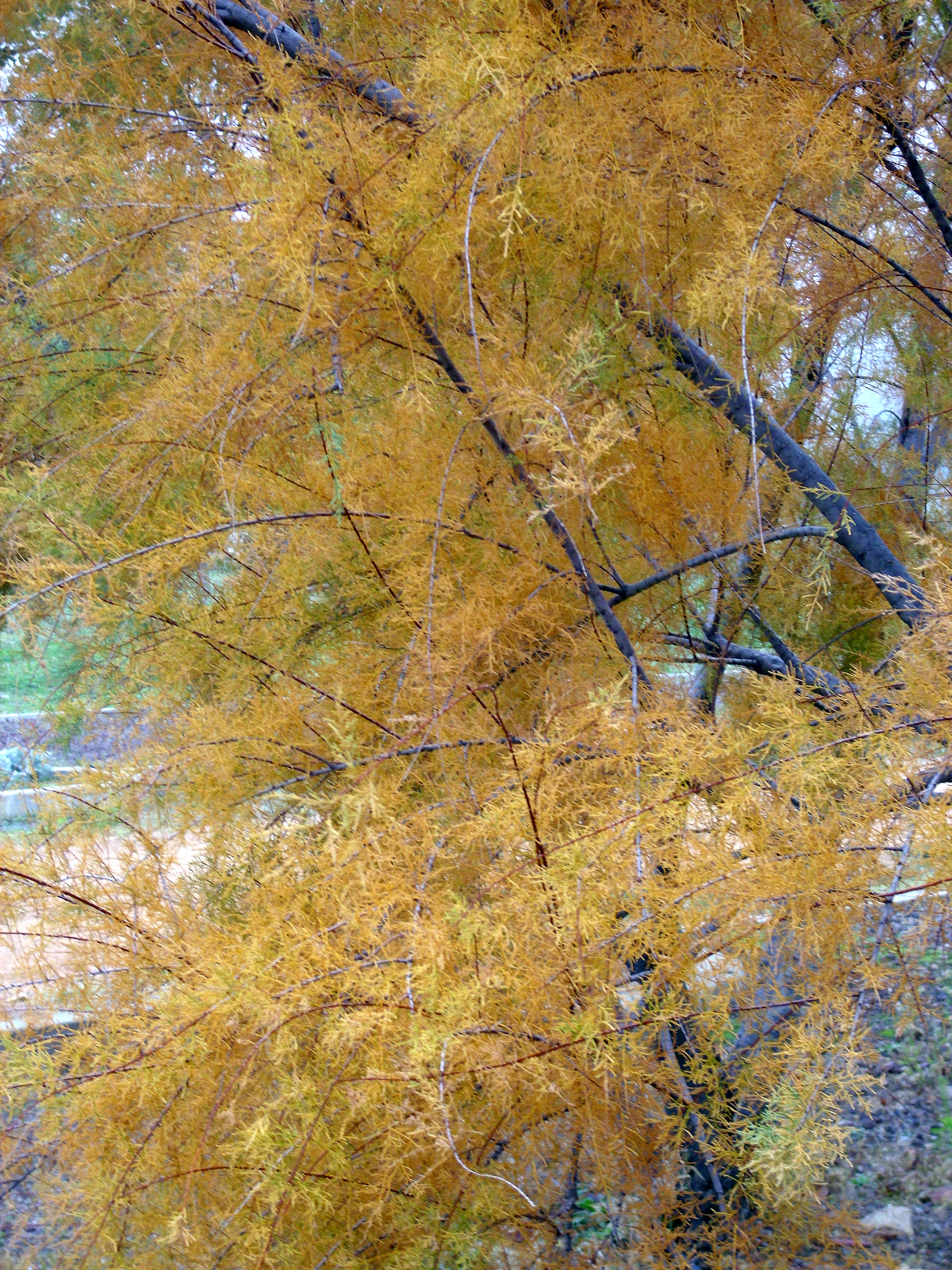